# Kulturno ometanje
Kulturno ometanje (en: Culture jamming) predstavlja čin komentarisanja masovnih medija uz pomoć komunikacionih alata samih masovnih medija. Ono polazi od ideje da reklamiranje predstavlja propagandu za interese elite od koje je nemoguće pobeći. Kulturno ometanje se razlikuje od umetničke intervencije, koja se čini zbog same umetnosti i od vandalizma, gde je primarni cilj destrukcija. Reč potiče od prakse ometanja korporativnih radija.
Reklama predstavlja osnov današnje privrede i većina najvećih korporacija se manje bavi svojom osnovnom delatnošću (npr. "Nike" - patikama, "Levis" - farmerkama) a više reklamom. Aktivisti pokušavaju, kulturnim ometnjem uspostaviti dijalog umesto monologa u reklamnim porukama. 
Kulturna ometanja se obično izvode:
- modifikovanjem bilborda u stilu originalnog bilborda
- modifikovanjem korporativnih logoa
- modifikovanjem slogana da bi se dobile političke konstatacije
- hakovanjem na interenet pretraživače (npr. pretraga na Guglu na termin "miserable failure" („totalni promašaj“) kao prvi pogotke daje veze ka zvaničnim stranama Bele kuće i biografiji Džordža Buša)
- i na druge načine

Jedan od primera kulturnog ometanja su veoma dobro organizovani ometači poput "The Yes Men". Njihove akcije idu dotle da su svojevremeno napravili imejl koji je imitirao zvaničnu adresu Svetske trgovinske organizacije i dobili poziv da kao stručnjaci STO drže predavanje u Evropi. Otišli su tamo, pričali "budalaštine" i na kraju predstavili novo oruđe STO-je za borbu protiv siromaštva u zemljama trećeg sveta - ogromni zlatni falus.

## Spoljašnje veze
- Ometanje kulture sa primerima (na engleskom)
- Subvertize, umetnost kreativnog otpora